# Tres Cruces (Jujuy)
Tres Cruces ist ein Ort im Norden Argentiniens. Er liegt im äußersten Nordwesten der Quebrada de Humahuaca nahe dem Punkt, an dem diese in die Puna übergeht. Mit einer Höhe von 3693 m über dem Meeresspiegel gehört er zu den höchstgelegenen Orten der Provinz Jujuy und des Landes.
Tres Cruces war vor der Stilllegung der Eisenbahnstrecke zwischen La Quiaca und San Salvador de Jujuy bedeutend als Umladestation der Erze, die im Bergwerk El Aguilar südlich des Ortes gefördert werden. Heute ist der größte Arbeitgeber des Ortes eine bedeutende Zollstation, in der der von Bolivien aus kommende Verkehr kontrolliert wird. Wegen dieses Bedeutungsverlusts ging die Einwohnerzahl des Ortes zwischen 1991 und 2001 um 68 % zurück.
Das Panorama des Ortes wird von einer Bergkette dominiert, die Espinazo del Diablo genannt wird und eine ungewöhnliche, von mehreren nahezu perfekt halbkreisförmigen Sedimentablagerungen bestimmte Form aufweist. In dieser Gebirgsformation findet sich auch eine archäologische Fundstätte mit Höhlenmalereien.